# Пурумуайе
Пурумуайе (Пасынок) — река в России, протекает по Мурманской области. Устье реки находится в 36 км по левому берегу реки Пана. Длина реки составляет 31 км, площадь водосборного бассейна 165 км². 
Вытекает из озера Пурумъявр на высоте 286,3 м. Впадает в Пану на высоте 106,2 м. В нижнем течении порожиста.
Имеет правый приток — реку Правая Рассоха длиной 13 км.

## Данные водного реестра
По данным государственного водного реестра России относится к Баренцево-Беломорскому бассейновому округу, водохозяйственный участок реки — реки бассейна Белого моря от западной границы бассейна реки Иоканга (мыс Святой Нос) до восточной границы бассейна реки Нива, без реки Поной. Речной бассейн реки — бассейны рек Кольского полуострова и Карелии, впадает в Белое море.
Код объекта в государственном водном реестре — 02020000212101000007943.